# Tourisme de guerre
Pour les articles homonymes, voir Tourisme (homonymie).

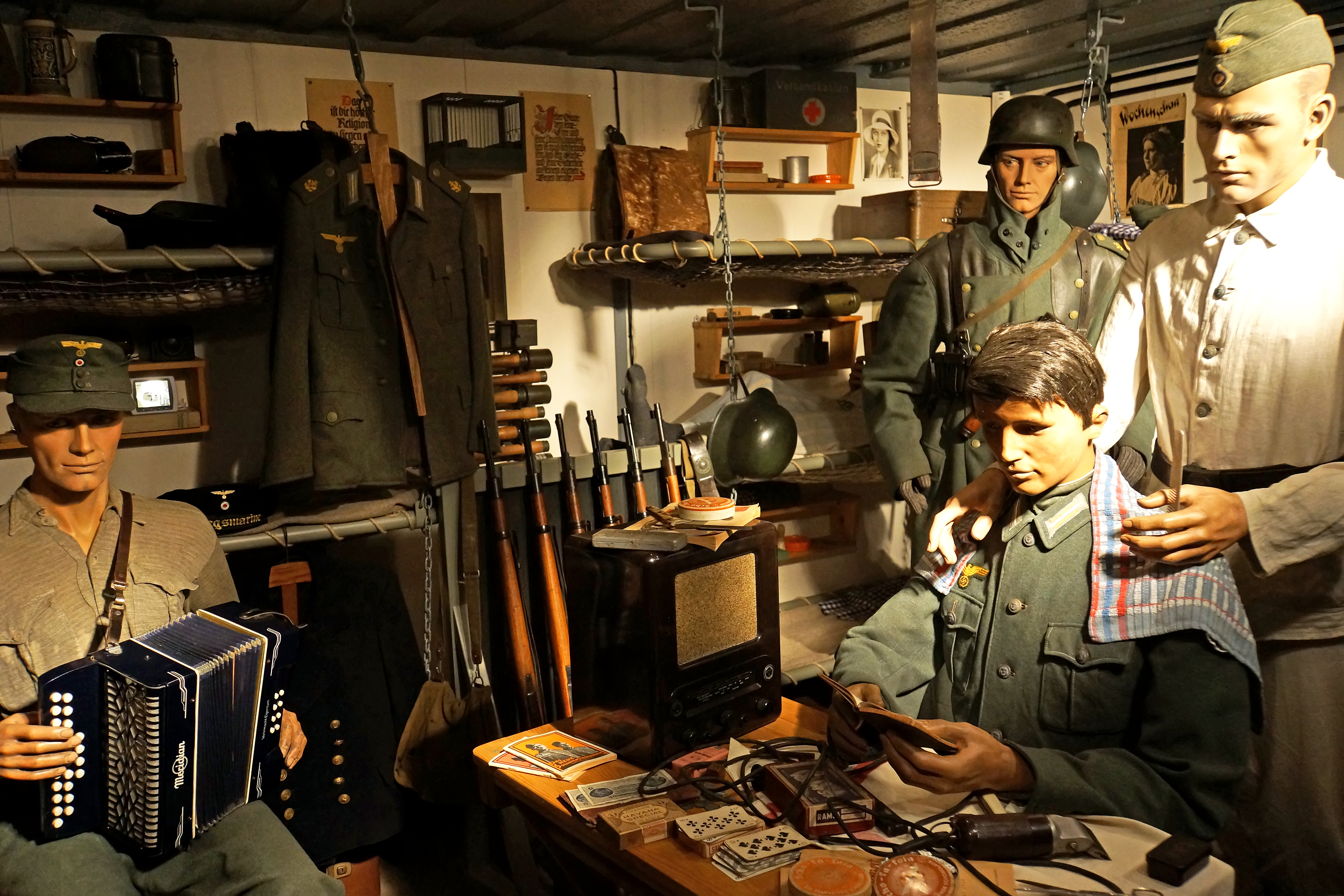
Scène reconstituée au musée du mur de l'Atlantique en Belgique.

Le tourisme de guerre est une forme de tourisme mémoriel qui a pour destination des zones de guerre en cours. Il consiste à visiter des lieux à haut risque ou des vestiges de batailles dans des pays où les ministères des Affaires étrangères conseillent de ne pas se rendre. 
Il est parfois considéré comme du voyeurisme dépourvu de toute éthique, relevant du tourisme-réalité voire du tourisme noir. 